# Cándido Bolívar Pieltáin
Cándido Luis Bolívar y Pieltáin (Madrid, 15 d'abril de 1897 - Mèxic D.F., 22 de novembre de 1976) va ser un docent, entomòleg, espeleòleg i polític espanyol.
Durant la Segona República Espanyola va exercir diversos càrrecs relacionats amb l'educació i la sanitat sota els governs de Manuel Azaña, i fou el seu secretari quan aquest va passar a ocupar la presidència de la República al maig de 1936, càrrec que va mantenir durant tota la Guerra Civil espanyola.
Se'l considera l'iniciador de l'espeleologia mexicana, i igual que el seu pare, Ignacio Bolívar y Urrutia, va dedicar també gran part de la seva vida a l'entomologia, ciència que va desenvolupar tant a Espanya com a Mèxic, país d'adopció de tots dos. El seu article Observaciones sobre algunas cuevas del Norte de España y descripción de una nueva especie de Speocharis fou publicat al Boletín de la Real Sociedad Española de Historia Natural quan només tenia 14 anys.

## Biografia
Després de la proclamació de la Segona República Espanyola es va dedicar a la vida pública. Proper a Acció Republicana, va ocupar diversos càrrecs relacionats amb l'educació i la sanitat durant el primer bienni sota els governs de Manuel Azaña. Després del triomf electoral del Front Popular va ser sotssecretari de Sanitat i Beneficència i quan Manuel Azaña va passar a ocupar la presidència de la República el va nomenar Secretari General de la Casa del President, càrrec que exerciria durant tota la Guerra Civil espanyola i que va mantenir fins a la renúncia d'Azaña al febrer de 1939 després de consumar-se la derrota republicana.
Cándido Bolívar i el seu pare Ignacio Bolívar es van refugiar a Mèxic i a partir de 1939 es van incorporar a El Colegio de México (abans Casa de España) que havia estat creat per Daniel Cosío Villegas com a institució refugi per als talents emigrats a Mèxic durant la guerra.
Abans d'arribar a Mèxic, Càndid Bolívar havia estat al Marroc, Itàlia i als Estats Units, països on havia explorat amb caràcter científic una sèrie de cavernes buscant descobrir noves espècies d'insectes. A Espanya havia publicat descobriments importants al Boletín de la Real Sociedad Española de Historia Natural. També havia estat professor de zoologia, des dels 25 anys, a la Facultat de Ciències de la Universitat Central de Madrid i havia coadjuvat amb el seu pare en la creació de la revista científica Eos.
A Mèxic, també pare i fill, van ser fundadors el 1940 de la revista Ciencia, que des de 1980 és l'òrgan oficial de l'Acadèmia Mexicana de Ciències.Bolívar Pieltáin fou professor a l'Escuela de Ciencias Biológicas de l'Instituto Politécnico Nacional i més tard, director del laboratori d'entomologia de la mateixa institució educativa.
Els primers estudis d'espeleologia a Mèxic van ser impulsats per Cándido Bolívar i Federico Bonet, qui després d'estudiar a l'estat de Nuevo León les grutes de Villa García, Palmito i Cueva del Carrizal i a l'estat de Guerrero la zona de grutes denominada Boca del Diablo, fundaren primer el Grupo Espeleológico Mexicano i després l'Asociación Mexicana de Espeleología.
Fou autor, entre altres obres, de La Vida de los Crustáceos i de nombrosos articles publicats en revistes especialitzades. Va ser nomenat professor honorari i, igual que al seu pare, Doctor honoris causa per la Universitat Nacional Autònoma de Mèxic.